# Kris Stadsgaard
Kris Stadsgaard (* 1. August 1985 in Kopenhagen) ist ein dänischer ehemaliger Fußballspieler.

## Karriere

### Verein
Kris Stadsgaard spielte in der Jugend von Farum BK. Der FC Nordsjælland, welcher teilweise aus der Profimannschaft von Farum BK hervorgegangen ist, holte Stadsgaard 2003 in ihre Profimannschaft.
Im Zeitraum von 2003 bis 2006 spielte man lediglich um den Klassenerhalt. Erst 2006/07 spielte man um das internationale Geschäft, welches man um Haaresbreite verpasst hatte.
Nachdem Stadsgaard in der Saison 2007/08 noch sechs Spiele für den FC Nordsjælland gespielt hatte, wechselte er dann im August 2007 für eine Ablösesumme 1,5 Millionen Euro in die italienische Liga und spielte für Reggina Calcio. Allerdings konnte er sich dort nicht durchsetzen und kam nur zu fünf Einsätzen.
Im Frühling 2008 wechselte er nach Norwegen und heuerte bei Rosenborg Trondheim an. Die Ablösesumme betrug 500.000 Euro.
Dort erkämpfte er sich einen Stammplatz und gewann die Tippeligaen 2009 und 2010. Das Superfinalen 2010 konnte Rosenborg auch gewinnen.
Im Sommer 2010 wechselte Stadsgaard für zwei Millionen Euro wieder nach Südeuropa und spielt für den spanischen Erstligisten FC Málaga.

### Nationalmannschaft
2005 machte er zwei Länderspiele für die U-20.
Am 12. August 2009 absolvierte Stadsgaard bei der 1:2-Niederlage gegen Chile sein erstes Länderspiel für die A-Nationalmannschaft Dänemarks. Mehr als ein Jahr verging, bis er am 17. November 2010 ein zweites Länderspiel bestreiten durfte, beim 1:1-Unentschieden gegen Tschechien.

## Erfolge
Rosenborg Trondheim
- Tippeligaen 2009

FC Kopenhagen
- Dänischer Meister: 2016